# Felsőcsemernice
Felsőcsemernice (horvátul: Gornja Čemernica) falu Horvátországban, Sziszek-Monoszló megyében. Közigazgatásilag Gvozd községhez tartozik.

## Fekvése
Sziszektől légvonalban 39, közúton 53 km-re délnyugatra, Károlyvárostól légvonalban 31, közúton 46 km-re délkeletre, községközpontjától légvonalban 3, közúton 5 km-re  keletre, az úgynevezett Báni végvidéken, a Vrginmostot Glinával összekötő út mentén  fekszik.

## Története
Területe már az őskorban lakott volt, melynek ékes bizonyítéka az itt talált kőkorszaki kőszekerce. Első írásos említése 1275-ben „possessio Zvcha Chemernicha” alakban történt. 1279-ben "terra Chemernicha", 1372-ben "possessio Chemernycha", 1413-ban "possessio Temernicze" néven szerepel a korabeli forrásokban. Csemernice a környék számos településéhez hasonlóan a 17. század vége felé népesült be, amikor Bosznia területéről menekülő pravoszláv szerbek érkeztek ide. A falu a katonai határőrvidék része lett. A 18. század közepén megalakult a Glina központú első báni ezred, melynek fennhatósága alá ez a vidék is tartozott. 1774-ben az első katonai felmérés térképén „Dorf Chemernicza” néven szerepel. 1881-ben megszűnt a katonai közigazgatás. A településnek 1890-ben 550, 1910-ben 652 lakosa volt. Zágráb vármegye Vrginmosti járásához tartozott. Lakói szegény földművesek, munkások voltak. 1918-ban az új szerb-horvát-szlovén állam, majd később Jugoszlávia része lett.
A második világháború idején szerb többségű lakossága nagyrészt elmenekült, de sokakat meggyilkoltak, elhurcoltak, mások pedig partizánnak álltak. A glinai mészárlás során 1941. augusztus 2-án mintegy ezer, a vrginmosti község területéről elhurcolt szerbet gyilkoltak le. 1941 szeptemberében ellenséges erők teljesen lerombolták a települést. A partizánok a bihácsi hadművelet során 1942 decemberében visszafoglalták. A megtorlásoknak a két Csemernicén összesen 486 helyi lakos, köztük sok nő és gyermek esett áldozatul, a teljes emberveszteség pedig 586 volt. A háború után megindult az újjáépítés.
A délszláv háború idején szerb lakossága a jugoszláv és szerb erőket támogatta. A horvát hadsereg a Vihar hadművelet keretében 1995. augusztus 7-én foglalta vissza települést. A szerb lakosság elmenekült, de később sokan visszatértek. 2011-ben 142 lakosa volt, akik főként mezőgazdasággal és állattartással foglalkoztak.

## Népesség
| Lakosság változása | Lakosság változása | Lakosság változása | Lakosság változása | Lakosság változása | Lakosság változása | Lakosság változása | Lakosság változása | Lakosság változása | Lakosság változása | Lakosság változása | Lakosság változása | Lakosság változása | Lakosság változása | Lakosság változása | Lakosság változása |
| ------------------ | ------------------ | ------------------ | ------------------ | ------------------ | ------------------ | ------------------ | ------------------ | ------------------ | ------------------ | ------------------ | ------------------ | ------------------ | ------------------ | ------------------ | ------------------ |
| 1857               | 1869               | 1880               | 1890               | 1900               | 1910               | 1921               | 1931               | 1948               | 1953               | 1961               | 1971               | 1981               | 1991               | 2001               | 2011               |
| 0                  | 0                  | 0                  | 550                | 667                | 652                | 650                | 728                | 488                | 481                | 490                | 455                | 451                | 437                | 232                | 142                |

(1857-től 1880-ig lakosságát Čemernica néven Alsócsemernicéhez számították.)

## Nevezetességei
- Szent Petka tiszteletére szentelt szerb pravoszláv parochiális temploma 1971-ben épült az 1941-ben lerombolt régi templom helyén. A parókiához Csemernicén kívül Bukovica és Batinovakosza települések tartoznak.
- A II. világháború áldozatainak és az elesettek emlékműve az iskola közelében.
- Őskori kőbalta